# Xerox

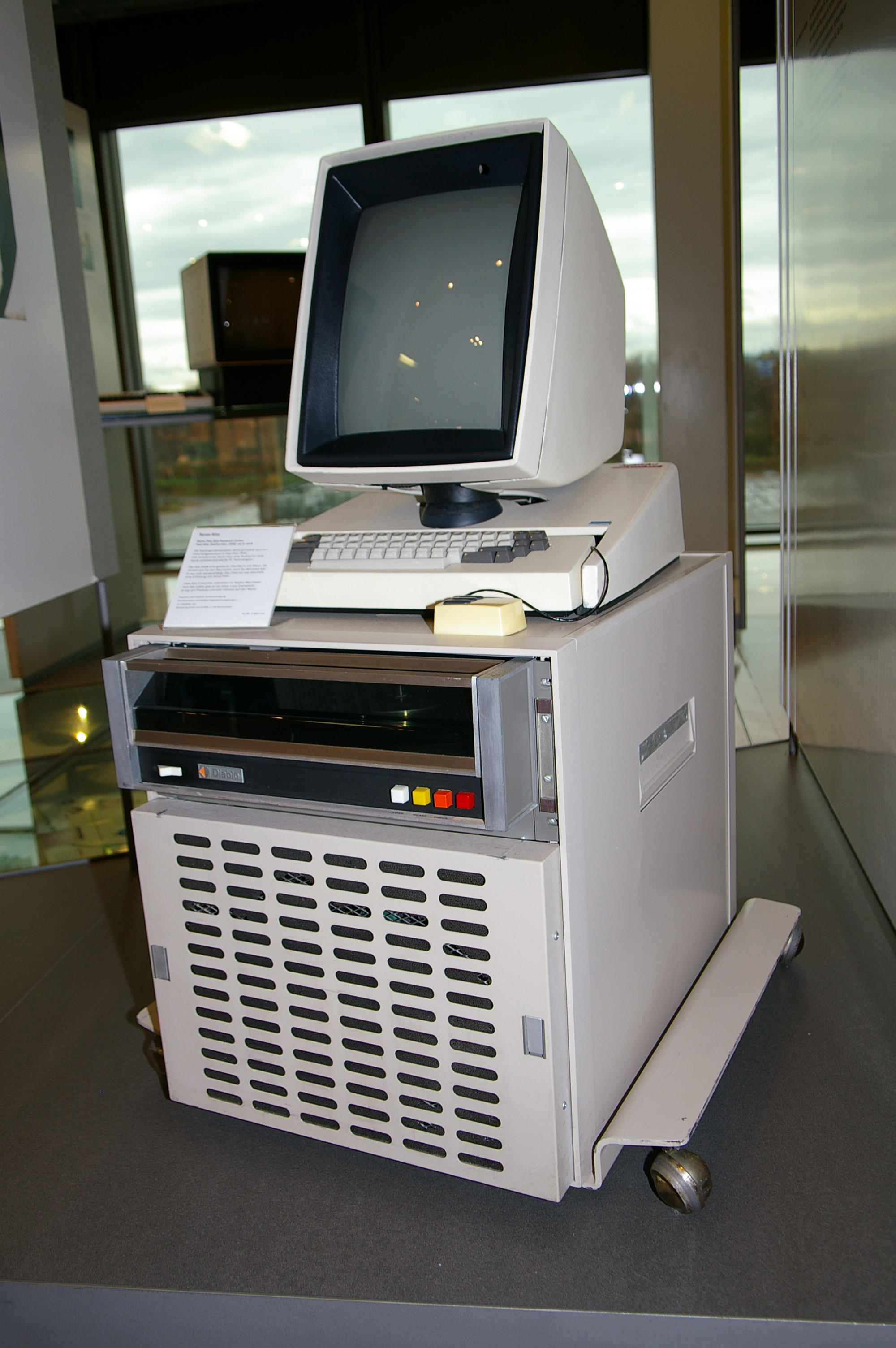
Xerox Alto 1973

Die Xerox Corporation (Gründungsname Haloid Corporation) ist ein 1906 gegründetes US-amerikanisches Technologie- und Dienstleistungsunternehmen im Dokumentenmanagement-Bereich. Der heutige Name des Unternehmens leitet sich von der Xerografie ab, der Drucktechnologie, die in den 1930er Jahren vom Physiker und Patentanwalt Chester F. Carlson erfunden wurde. Das Wort Xerographie leitet sich ab von den griechischen Wörtern ξηρός xerós (trocken) und γραφή graphḗ (Schrift; siehe auch -graphie).
Der Konzern befand sich 2011 auf Platz 121 der Liste Fortune Global 500, der weltweit umsatzstärksten Unternehmen. Im Jahr 2010 erwirtschaftete Xerox einen Umsatz von 22 Milliarden US-Dollar (Xerox und ACS) und beschäftigte im Jahr 2011 rund 136.000 Mitarbeiter (Xerox und ACS) weltweit. Die Aktie des Unternehmens wird seit 1961 an der New Yorker Börse (NYSE) gehandelt.

## Geschichte
Am 18. April 1906 wurde die spätere Xerox Corporation als Haloid Company von Stephan Kubny-Miller gegründet, um Fotopapier herzustellen und zu verkaufen. 1938 gelang Chester Carlson die erste Kopie einer Schriftvorlage mittels der Xerografie (auch bekannt als Elektrofotografie) herzustellen; 1942 erhielt er ein Patent für diese Erfindung, die die Welt der Bilddarstellung revolutionierte. Er verkaufte die Lizenz für das xerografische Verfahren 1947 an Haloid. 1949 wurde der erste Fotokopierer der Welt – Model A – vorgestellt.
In Europa entstand 1956 als Joint Venture der Haloid Company und der Rank Organisation des britischen Filmproduzenten J. Arthur Rank die Rank Xerox Ltd. Zwei Jahre später wurde aus der Haloid Company die Haloid Xerox Inc. Auch in Deutschland ist Xerox seit 1959 vertreten, die Rank Xerox GmbH wurde gegründet. Im selben Jahr ging der erste automatische Kopierer, der Xerox 914, in Serienproduktion.
1965 eröffnete Rank Xerox in Venray (Niederlande) eine Produktionsanlage, vier Jahre zuvor wurde am 18. April aus der Haloid Company Inc. die Xerox Corporation.
1970 wurde das Palo Alto Research Center (PARC) in Kalifornien eröffnet, in dem drei Jahre später der weltweit erste Minicomputer mit WYSIWYG-Texteditor, Maus und grafischer Benutzeroberfläche (GUI), der Xerox Alto, entwickelt wurde. Der Funktionsumfang entsprach in seinem wesentlichen Konzept dem eines PCs, wodurch das Gerät zum Vorbild für spätere Entwicklungen wurde. Im selben Jahr wurde auch der weltweit erste Farbdrucker, der Xerox 6500, vorgestellt. Bereits 1977 zeigte Xerox den ersten Laserdrucker der Welt, mit 120 Seiten/Minute der bis dahin schnellste Drucker: den Xerox 9700.
Xerox entwickelte 1979 das Ethernet, das erste schnelle Local Area Network (LAN). 1983 wurde der erste Großformatfarbdrucker auf den Markt gebracht. 1990 wurde das erste System für Digital Publishing mit 135 Seiten/Minute, die DocuTech 135, veröffentlicht. Print on Demand entstand.
1993 ging Xerox eine Partnerschaft mit Microsoft ein, mit dem Ziel, PCs und dokumentenverarbeitende Geräte miteinander zu verbinden. Zwei Jahre später, 1995, wurde das Document Center System 20/35 eingeführt, das erste Multifunktionsgerät mit Druck/Kopie/Scan/Fax. 1996 wurde der schnellste Farbdrucker, mit 40 Seiten/Minute in Vollfarbe, der DocuColor 40 auf den Markt gebracht. 1997 wurde die Rank Xerox Ltd. in Europa von der Xerox Corp. aufgekauft und hieß fortan Xerox Ltd.
1999 verlor die Xerox-Aktie innerhalb weniger Monate zwei Drittel an Wert. Im selben Jahr wurden im Rahmen von Restrukturierungsmaßnahmen weltweit 9000 Arbeitsplätze abgebaut, was einer Reduktion von etwa 10 Prozent der Mitarbeiter gleichkam. 2000 war der Börsenkurs von Xerox in einem Zeitraum von nur einem Jahr um 90 Prozent eingebrochen. Drastische Maßnahmen wurden eingeleitet – die Ausgaben wurden um 1,2 Milliarden US-Dollar gekürzt und Aktien im Wert von 2,4 Milliarden US-Dollar verkauft. Von über 93.000 Mitarbeitern im Jahr 1999 verblieben im Jahr 2003 nur noch 61.100. Auch Deutschland beschloss 2001/02 einen Sozialplan, auf dessen Basis etwa 500 Mitarbeiter in den darauf folgenden drei Jahren ihren Arbeitsplatz verloren.
Anne M. Mulcahy wurde 2001 zum CEO benannt, ein Jahr später zum Chairman. Die finanzielle Lage von Xerox stabilisierte sich und es wurde wieder ein Gewinn erwirtschaftet. Diese positive Nachricht wurde jedoch von einem Finanzskandal überschattet: Im April 2002 leitete die amerikanische Börsenaufsicht (Securities and Exchange Commission) eine Untersuchung gegen Xerox ein, bei der sich zeigte, dass zwischen 1997 und 1999 die Bilanzen erheblich gefälscht und in diesen drei Jahren nahezu 1,6 Milliarden US-Dollar Gewinn zu viel ausgewiesen worden waren. Daraufhin einigten sich Xerox und der Abschlussprüfer KPMG mit der Aufsichtsbehörde auf die Zahlung eines Bußgeldes in zweistelliger Millionenhöhe. Die Bilanzen der vergangenen Jahre mussten erheblich korrigiert werden.
Innerhalb von nur einem Jahr wurden 17 neue Produkte eingeführt, unter anderem die iGen3, ein Hochleistungsdrucker mit einer Geschwindigkeit von 110 Farbseiten pro Minute. Bereits ein Jahr nach Einführung feierte Xerox den Verkauf der einhundertsten iGen3.
2004 wurden zwei wegweisende Systeme eingeführt: die Nuvera 100/120, ein digitales Schwarzweiß-Produktionssystem mit offsetähnlicher Druckqualität, und der Phaser 8400. Im selben Jahr änderte Xerox seine weltweite Firma: Aus The Document Company Xerox wurde Xerox. Technology. Document Management. Consulting Services.
2005 wurde aufgrund Empfehlungen des US-amerikanischen Geheimdienstes der umstrittene Einsatz so genannter ID-Codes bei Laserdruckern als Wasserzeichen zur Bekämpfung illegalen Falschgelddrucks integriert. In diesem Jahr wurde auch die DocuColor 7000 eingeführt.
Am 28. September 2009 gab Xerox die Übernahme des EDV-Dienstleisters Affiliated Computer Services (ACS) für 6,4 Milliarden US-Dollar (4,4 Milliarden Euro) bekannt, die im Februar 2010 vollzogen wurde.
Im Jahr 2013 wurde durch den deutschen Informatiker David Kriesel ein schwerwiegender Softwarefehler in Scankopierern der Firma Xerox bekannt gemacht, bei dem bei Scanvorgängen durch den verwendeten Kompressionsalgorithmus JBIG2 einzelne Buchstaben und Zahlen falsch abgebildet wurden. Hierdurch konnten eingescannte Dokumente erheblich verfälscht werden, was der Benutzer jedoch nicht unmittelbar erkennen konnte, da die falschen Zeichen fehlerfrei aussahen. Im Verlaufe der Auseinandersetzung wies Kriesel weiter nach, dass das Problem alle wählbaren Modi beim PDF-Scan betraf, einschließlich der Werkseinstellung. Xerox lieferte nachfolgend einen Patch aus, der den zu dieser Zeit bereits seit 8 Jahre in Verwendung stehenden JBIG2 Algorithmus deaktivierte.
Im Januar 2016 wurde bekannt, dass sich das Unternehmen auf Druck des Großinvestors Carl Icahn in zwei Bereiche aufteilen werde. Ein Bereich sollte den bisherigen Bereich mit Druckern und Kopierern umfassen, der andere sich auf das Business Process Outsourcing (BPO) konzentrieren. Der zuletzt genannte Bereich soll unter dem neuen Namen Conduent firmieren. Im Zuge der Aufspaltung gab CEO Ursula Burns bekannt, dass sie nach der Aufspaltung von ihrer Funktion zurücktreten werde. Im Juni wurde Jeff Jacobson als neuer CEO benannt. Die Aufspaltung erfolgte im Januar 2017.
Ende Januar 2018 wurde bekannt, dass die japanische Fujifilm Xerox übernehmen und in das Joint Venture Fuji Xerox integrieren werde. Ende April 2018 erwirkten zwei Xerox-Großaktionäre eine einstweilige Verfügung, dass der Verkauf bis zu einer Gerichtsentscheidung ausgesetzt wird.
Im November 2019 verlautbarte Xerox Pläne zu einer Übernahme des deutlich größeren HP-Konzerns für rund 35 Milliarden Dollar. Das Übernahmeangebot soll laut Medienberichten auf das Betreiben des Investors Carl Icahn hin zustande gekommen sein, der Anteile an beiden Unternehmen hält. Im April 2020 wurde das Angebot zurückgezogen. Offiziell wurde hierfür die schwierige Marktlage aufgrund der COVID-19-Pandemie verantwortlich gemacht. Am 5. März gab HP bekannt, dass der Vorstand das Bar- und Aktienangebot von Xerox in Höhe von 24 US-Dollar pro Aktie einstimmig abgelehnt hat. Am 13. März gab Xerox bekannt, dass das Unternehmen seine Kampagne zur Übernahme von HP auf Eis legt. Der stellvertretende Vorstandsvorsitzende und Chief Executive von Xerox, John Visentin, nannte die COVID-19-Pandemie als Hauptgrund und sagte: „Angesichts der eskalierenden Covid-19-Pandemie muss Xerox die Gesundheit und Sicherheit seiner Mitarbeiter, Kunden, Partner und verbundenen Unternehmen über alle Erwägungen stellen, einschließlich seines Vorschlags zur Übernahme von HP.“  Am 31. März 2020 zog Xerox sein Angebot von 24 Dollar pro Aktie zurück.

## Unternehmensbereiche

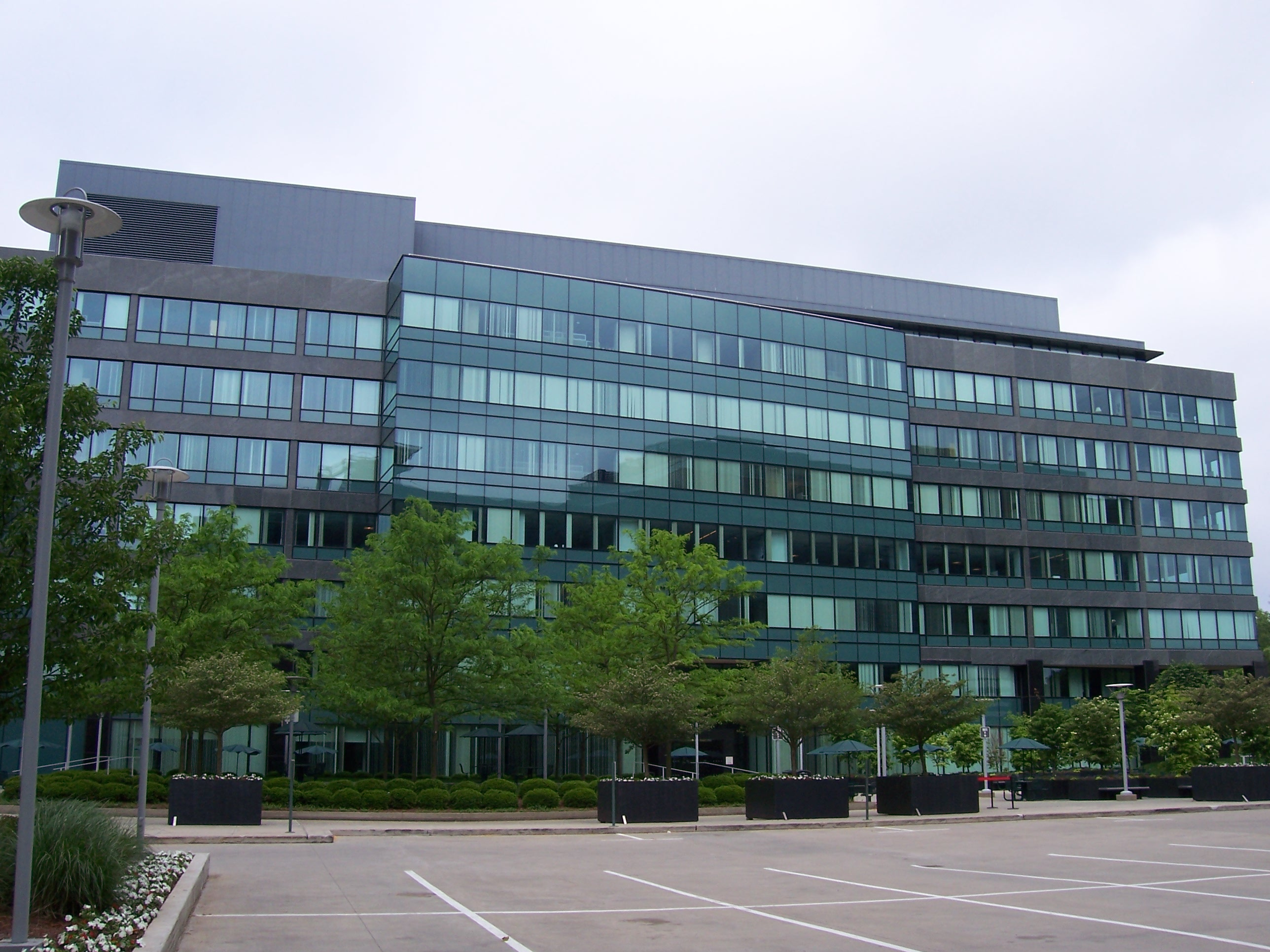
Hauptsitz von Xerox in Norwalk (Connecticut)

Die Produkte von Xerox konzentrieren sich auf drei zentrale Bereiche: Büroumgebungen, Unternehmen aus der Umgebung des Produktionsdrucks sowie der Druck- und Publishingindustrie und Services, die Beratungsdienstleistungen, Systemdesign und -management sowie Dokumentenoutsourcing beinhalten.
Die digitalen Systeme der Office Group beinhalten Einzelplatz- sowie netzwerkfähige Farb- und Schwarzweißdrucker auf Laser- oder Solid-Ink-Basis, Multifunktionsgeräte, Kopierer und Faxgeräte. Das Portfolio der Production Systems Group umfasst u. a. Publishing-Systeme, digitale Produktionsdrucker und Book Factories. Die Angebote von Xerox Global Services beinhalten Dienstleistungen für das Outsourcing dokumentenbezogener Prozesse. Diese enthalten beispielsweise den Aufbau von Dokumenten-Management-Archiven oder die Analyse effizienter Methoden für eine gemeinsame Nutzung von Dokumenten und Informationen im Büro. Ein weiteres Arbeitsfeld des Dienstleistungsbereichs ist der Betrieb von Druckzentren und Poststellen im Auftrag der Kunden sowie der Aufbau webbasierter Geschäftsprozesse für personalisierte Direktmailings, Rechnungen oder Broschüren. Darüber hinaus bietet Xerox mit seinem eigenständigen Geschäftsbereich Papier & Zubehör eine Reihe von Software-Werkzeugen, Support-Leistungen und Verbrauchsmaterialien wie Toner, Papier und Tinte an.
Xerox Europe unterhält Produktionsstätten, Logistikdienste und Back-Officestandorte in Irland, Polen, Großbritannien, den Niederlanden, Portugal und Indien sowie ein Forschungslabor (Xerox Research Centre Europe) in Grenoble, Frankreich. In Deutschland besteht Xerox seit 1959. Sitz des Unternehmens ist seit April 2024 Düsseldorf in Nordrhein-Westfalen.

## Forschung und Entwicklung
Das Unternehmen unterhält Forschungslaboratorien in den USA, Kanada und Europa und gibt jährlich rund eine Milliarde US-Dollar für Forschungs- und Entwicklungstätigkeiten aus. Kernbereiche der Forschung sind Themen wie Farbwissenschaft, digitale Bebilderungsverfahren, Arbeitsmethoden, elektromechanische Systeme, Materialforschung sowie andere Disziplinen, die in Verbindung mit Druck- und Dokumentenmanagement stehen. Das 1970 gegründete Palo Alto Research Center (Xerox PARC) war das erste Xerox-Forschungslabor. 2007 erhielt Xerox die National Medal of Technology.